# رجمة
رجمة هي قرية لبنانية من قرى قضاء عاليه في محافظة جبل لبنان.